# J. Mascis
J. Mascis, född Joseph Donald Mascis Jr. 10 december 1965, är en amerikansk musiker och sångare, mest känd som frontperson i rockbandet Dinosaur Jr. Mascis har även jobbat som producent, skådespelare och regissör.

## Biografi
Joseph Mascis föddes i Amherst, Massachusetts där han i början av 1980-talet bildade hardcoregruppen Deep Wound med skolkamraterna Lou Barlow och Scott Helland. Från början spelade Mascis trummor men gick senare över till att improvisera fram ett egensinnigt gitarrspel. 
Mascis bildade 1984 bandet Dinosaur Jr tillsammans med Barlow och Patrick Murphy. Gruppen spelade in sju album mellan 1985 och 1997, då bandet splittrades och Mascis startade J. Mascis + The Fog som spelat in två album: More Light och Free So Free.
1996 spelade Mascis in det akustiska soloalbumet Martin & Me. I augusti 2005 släpptes ett nytt soloalbum med titeln J and Friends Sing and Chant For Amma, med ett tydligt hinduistiskt tema.
2007 kom så återföreningen med Murph, Lou och J, med hittills tre album, Beyond 2007, Farm 2009 och I Bet on Sky 2012 med följande turnéer. 
Sedan 2005 är Mascis trummis i bandet Witch. Bandets debutalbum Witch släpptes 2006 och följdes av Paralyzed 2008.
J Mascis blev 1989 tillfrågad av Kurt Cobain om att spela med Nirvana, men platsen som trummis kom istället att tillsättas av Dave Grohl.

## Diskografi (urval)

### Soloalbum
Studioalbum
- 2011 – Several Shades of Why
- 2014 – Tied to a Star
- 2018 – Elastic Days

Livealbum
- 1996 – Martin + Me
- 2003 – The John Peel Sessions
- 2006 – J Mascis Live at CBGB's

Singlar
- 2000 – "J Mascis Was Here"
- 2001 – "Leaving on a Jet Plane" / "Too Hard"
- 2011 – "Not Enough"
- 2011 – "Is It Done"
- 2011 – "Circle"
- 2011 – "Let It Be Me" / "Fade Into You" (delad singel med Greg Dulli)
- 2013 – "Fade into You"
- 2014 – "Every Morning"
- 2018 – "Everything She Said"
- 2019 – "Don't Do Me Like That"

### J Mascis + The Fog
- 2000 – More Light
- 2002 – Free So Free

### J and Friends
- 2005 – J and Friends Sing and Chant for Amma

## Filmografi
- 1992 – Gas Food Lodging[8] (Soundtrack avJ. Mascis & the Fog Barry Adamson)
- 1996 – Grace of My Heart[9]
- 2001 – Things Behind the Sun[10]